# Labatut-Rivière
Labatut-Rivière é uma comuna francesa na região administrativa de Occitânia, no departamento dos Altos Pirenéus. Estende-se por uma área de 12,71 km². Em 2010 a comuna tinha 393 habitantes (densidade: 30,9 hab./km²).